# Rafinerija Nafte Beograd
Rafinerija Nafte a.d. Beograd (code BELEX : RFNF) est une raffinerie de pétrole serbe située à Palilula, un quartier de Belgrade, la capitale de la Serbie. Elle travaille dans le secteur de l'industrie chimique.

## Histoire
Rafinerija Nafte a.d.  Beograd a été créée en 1934 sous le nom de Bistrana. En 1961, elle a fusionné avec la société Antikor, une entreprise impliquée dans la production de lubrifiants et d'agents anti-corrosifs. En 1970, elle a intégré dans le groupe Naftagaz et a pris son nom actuel de Rafinerija Nafte a.d. Beograd, la « Raffinerie de pétrole de Belgrade », en abrégé RNB. En 1981, RNB est entrée dans le groupe pétrochimique SOUR Jugopetrol, qui, en 1992, a été intégré dans le groupe public de la NIS, la Naftna industrija Srbije (en français : « Industrie pétrolière de Serbie »).
Rafinerija Nafte a.d. Beograd a été admise au marché non réglementé de la Bourse de Belgrade le 27 février 2008.

## Activités
Rafinerija Nafte a.d. Beograd fabrique des lubrifiants et des agents anti-corrosifs et des dérivés du pétrole. Elle produit des huiles moteur, par exemple pour les locomotives, des antigels, des huiles industrielles, notamment pour l'industrie hydraulique etc.

## Données boursières
Le 21 juin 2013, l'action de Rafinerija Nafte a.d. Beograd valait 2 095 RSD (18,29 EUR). Elle a connu son cours le plus élevé, soit 2 095 RSD (18,29 EUR), le 4 juin 2008 et son cours le plus bas, soit 1 601 RSD (13,97 EUR), le 19 août 2008.
Le capital de Rafinerija Nafte Beograd a.d. Beograd:  Virom group d.o.o Beograd, South Frontier d.o.o Beograd.